# Machina/The Machines of God
Machina/The Machines of God – piąty album grupy The Smashing Pumpkins, wydany przez Virgin Records 29 lutego 2000, nagrany po powrocie do składu perkusisty, Jimmy’ego Chamberlina. Pod koniec prac nad nim zespół opuściła jednak basistka, D’arcy Wretzky.
Machina okazała się być ostatnim oficjalnym albumem grupy wydanym komercyjnie przed rozpadem pod koniec 2000 roku. Następca - Machina II/The Friends & Enemies of Modern Music - rozpowszechniany był za darmo w Internecie.
Podobnie jak Adore, Machina niesie ze sobą poważne zmiany w brzmieniu zespołu. Mimo tego, podobnie jak poprzednik, album nie zdołał przywrócić grupie dawnej popularności, do dziś osiągając w USA jedynie status złotej płyty.

## Lista utworów
1. „The Everlasting Gaze” – 4:00
2. „Raindrops + Sunshowers” – 4:39
3. „Stand Inside Your Love” – 4:14
4. „I of the Mourning” – 4:37
5. „The Sacred and Profane” – 4:22
6. „Try, Try, Try” – 5:09
7. „Heavy Metal Machine” – 5:52
8. „This Time” – 4:43
9. „The Imploding Voice” – 4:24
10. „Glass and the Ghost Children” – 9:56
11. „Wound” – 3:58
12. „The Crying Tree of Mercury” – 3:43
13. „With Every Light” – 3:56
14. „Blue Skies Bring Tears” – 5:45
15. „Age of Innocence” – 3:55

## Twórcy
- Billy Corgan – wokal, gitara, gitara basowa w „Age of Innocence"
- James Iha – gitara
- D’arcy Wretzky – gitara basowa
- Jimmy Chamberlin – perkusja
- Mike Garson – pianino w „Glass and the Ghost Children"

## Pozycje na listach

### Album
| Rok  | Notowanie               | Pozycja |
| ---- | ----------------------- | ------- |
| 2000 | Top Canadian Albums     | 2       |
| 2000 | Australian Album Chart  | 2       |
| 2000 | The Billboard 200       | 3       |
| 2000 | Top Internet Albums     | 3       |
| 2000 | New Zealand Album Chart | 4       |
| 2000 | UK Albums               | 7       |

### Single
| Rok  | Singel                   | Notowanie                | Pozycja |
| ---- | ------------------------ | ------------------------ | ------- |
| 2000 | „The Everlasting Gaze”   | Modern Rock Tracks       | 4       |
| 2000 | „The Everlasting Gaze”   | Mainstream Rock Tracks   | 14      |
| 2000 | „Stand Inside Your Love” | Modern Rock Tracks       | 2       |
| 2000 | „Stand Inside Your Love” | Mainstream Rock Tracks   | 11      |
| 2000 | „Stand Inside Your Love” | UK Singles Chart         | 23      |
| 2000 | „Stand Inside Your Love” | Australian Singles Chart | 32      |
| 2000 | „Try, Try, Try"          | UK Singles Chart         | 73      |